# ليديا زيمارمان
ليديا زيمارمان (بالإسبانية: Lydia Martina Zimmermann Kuoni)‏ هي سياسية وممثلة إسبانية، ولدت في 12 ديسمبر 1966 في برشلونة في إسبانيا.

## وصلات خارجية
- ليديا زيمارمان على موقع IMDb (الإنجليزية)
- ليديا زيمارمان على موقع روتن توميتوز (الإنجليزية)
- ليديا زيمارمان على موقع أول موفي (الإنجليزية)
- ليديا زيمارمان على موقع قاعدة بيانات الفيلم (الإنجليزية)